# Ckm wz. 30
Ckm wz.30 (пол. ciężki karabin maszynowy wz.30; — пулемёт образца 1930 года) — польский станковый пулемёт, представлявший собой модификацию американского пулемёта Браунинг M1917. Состоял на вооружении польской армии, трофейные пулемёты использовались Вермахтом.

## История разработки
После обретения Польшей независимости в 1918 году, в наследство её вооруженным силам достались различные образцы стрелкового оружия, в основном от армий государств, ранее занимавшим её территорию. Пулемёты (применявшиеся также в советско-польской войне) были в основном представлены русским 7,62 мм «Максимом», австрийским 8мм «Шварцлозе», 7,92 мм германской версией того же Максима (MG-08) и французским «Гочкиссом» под 8 мм патрон Лебель.

Стремясь к унификации, польский Генштаб в начале 1920-х решил заменить все старые образцы пулемётов новым типом.
Поначалу больше всего сторонников было у «Гочкисса», но не 8-мм, а под принятый на тот момент в качестве основного германский 7,92-мм патрон. В конце 1924 — начале 1925 во Франции было заказано приблизительно 1000 штук таких пулемётов, министерство обороны начало было переговоры о приобретении лицензии, но по результатам испытаний было решено отказаться от выпуска. В конце 1927 министерство объявило конкурс на новый образец станкового пулемёта.
По его результатам из трёх принимавших участие образцов (Браунинг M1917, чешский Шварцлозе-Янечек и английский «Виккерс» наилучшие результаты показал Браунинг. Столь же хорошие результаты он показал и на следующем конкурсе, проходившем в 1928 году. Когда же наконец решено было приобрести лицензию на выпуск, оказалось, что ни конструкции фирмы «Кольт», ни её европейского представителя «Fabrique Nationale» не запатентованы в Польше. Это обстоятельство, а также проблемы с ранее полученными чертежами автоматической винтовки BAR привели к решению начать самостоятельный выпуск пулемёта M1917.
К лету 1930 года были готовы первые экземпляры нового оружия. Выпущенные к марту 1931 200 пулемётов, получивших наименовании «Ckm wz.30», были отправлены в войсковые части для дальнейших испытаний.
Наибольшие конструктивные отличия между оригинальным M1917 и польским образцом касались следующих элементов:
- Калибр .30-06 изменён на 7,92×57 мм Маузер
- Удлинён ствол
- Изменена конструкция защелки ствола
- Снижен вес затвора, доработанного для облегчения замены ствола
- Кольцевой прицел заменён на обычный
- разработан новый тип станка (wz.30), позволяющий вести зенитный огонь
- Рукоятка увеличена для удобства переноски
- Добавлены приклад и прицел для стрельбы по воздушным целям

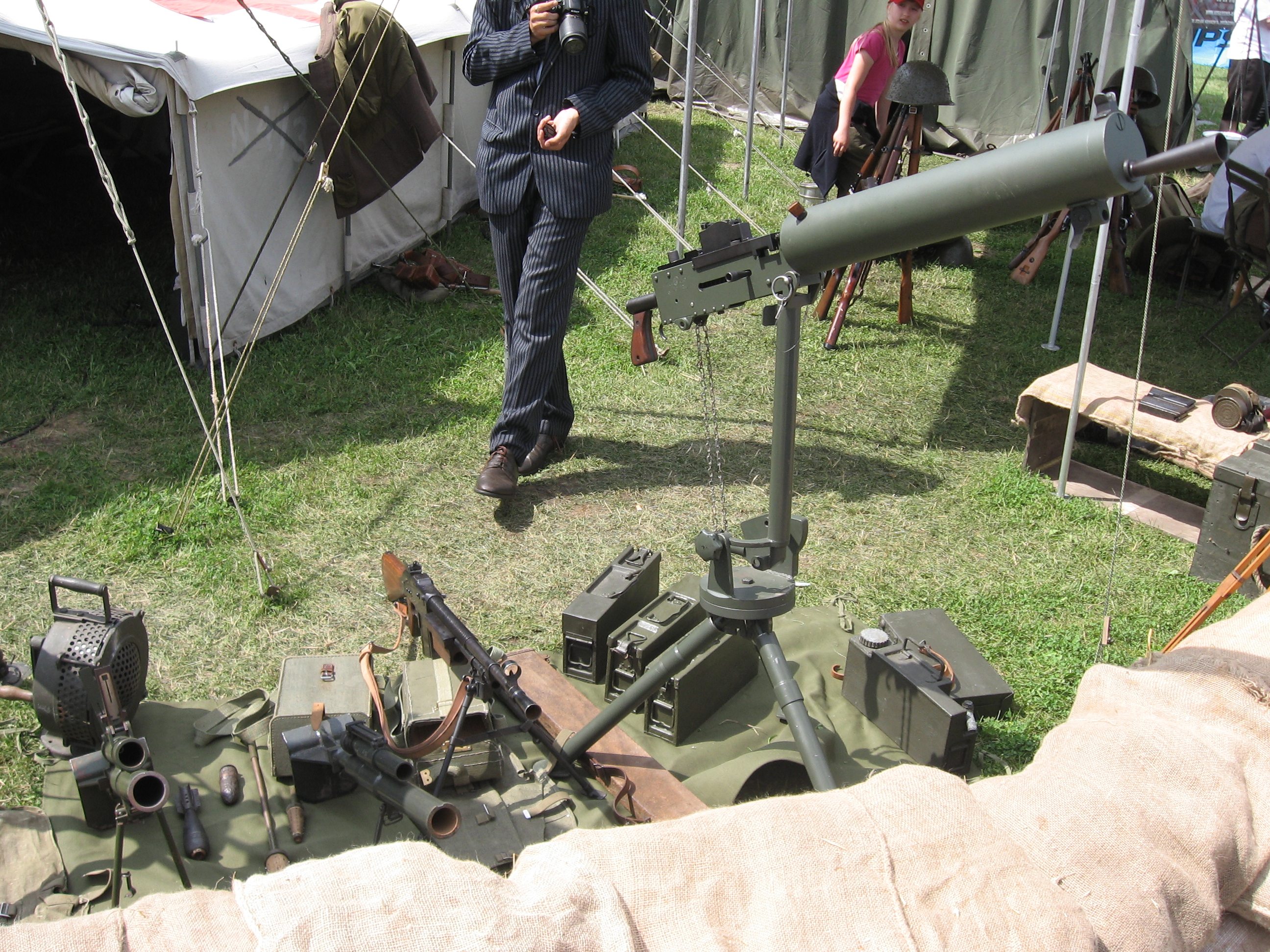

По результатам испытаний в конструкцию вносились новые изменения. В 1938 спусковой механизм был заменен на более надежный. Также заменен и затвор. Новый образец пулемёта получил обозначение ckm wz.30a.
С перечисленными изменениями должны были выпускаться пулемёты модификации wz.30/39T (под аргентинский патрон 7,65 × 53 мм), предназначенные для экспорта в Турцию.
Модифицировались также и станки пулемёта (wz.34, типа WR и wz.36 — для кавалерии).
К началу Второй мировой войны пулемётами обр.30 были вооружены польские укрепрайоны в Силезии и Полесье, а также танки (серийные Vickers E, 7TP и прототипы — 9TP, 10TP.

## Модификации
* Ckm wz. 1930A

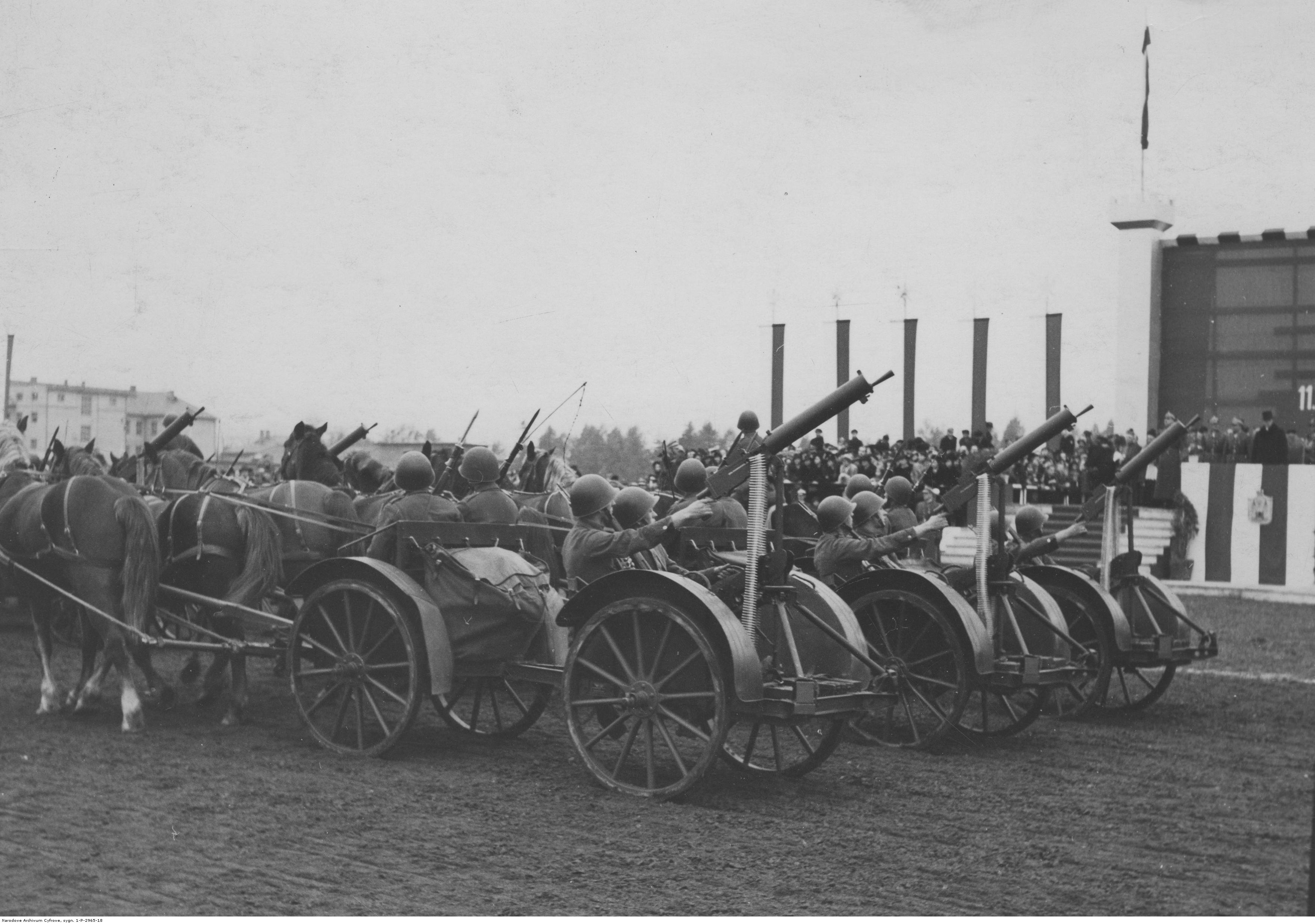
Тачанка (taczanka) состояла на вооружении в польской армии. Тачанки wz. 36
с пулеметoм Ckm wz. 30 перед Второй мировой войной были приспособлены к зенитному огню.

- Ckm wz. 1930/39T — прототип для турецкой армии под патрон 7,65×53 мм
- Ckm wz. 32 — модификация без жидкостного цилиндра.
- wz. 33, wz. 36 — авиационные пулемёты

## Стоял на вооружении
- Нацистская Германия
- Польша
- Румыния
- Испания (республиканцы)
- Испания (франкисты)
- Турция